# Motion control (film)
Motion control is een techniek die bij film toegepast wordt als meerdere achtereenvolgende opnames naadloos over elkaar heen gemonteerd moeten worden. De bewegingen van de camera kunnen opgenomen en weer "afgespeeld" worden, zodat bij meerdere opnames exact dezelfde beweging uitgevoerd wordt. Hierdoor wordt het mogelijk om bijvoorbeeld bij een opname waarin dezelfde acteur meerdere malen voorkomt toch de camera te laten bewegen en de opnamen achteraf naadloos over elkaar te monteren.
Voor de komst van motion control konden dit soort dubbelopnamen alleen met een statische camerapositie gemaakt worden, wat de mogelijkheden van de filmer natuurlijk beperkte.